# Hedychium luteum
Hedychium luteum är en enhjärtbladig växtart som beskrevs av John Gilbert Baker. Hedychium luteum ingår i släktet Hedychium och familjen Zingiberaceae. Inga underarter finns listade i Catalogue of Life.